# Hamza ibn Alí
Hamza ibn Alí (àrab: حمزة بن علي, Ḥamza b. ʿAlī) fou un emir dels Awlad Mandil del Chelif.
Quan el seu pare Alí ibn Ràixid es va suïcidar vers el 1351, Hamza era encara molt jove, i com havia passat amb el seu pare fou portat a Fes per ser criat com un príncep marínida, ja que era descendent d'una reina per via femenina. Al Marroc a més tenia el suport de molts maghrawes que havien emigrat a aquest estat el 1310. Una vegada gran Hamza, amb l'excusa d'una injustícia patida mentre era en campanya contra Tlemcen (1370), va abandonar als marínides i se'n va anar a les muntanyes Banu Bu-Saïd on va obtenir fàcilment el suport de les tribus maghrawa que havien restat a la zona i que en el darrer mig segle havien prosperat a causa de la relativa pau en la qual havien viscut. Durant un temps va governar la regió però aviat es va presentar un exèrcit marínida i els seus tribals es van rendir immediatament.
Va fugir amb un grup d'incondicionals i es va instal·lar amb la tribu àrab dels Banu Hussayn, que estava revoltada contra els marínides (amb suport dels abdalwadites) i va agafar el títol d'emir de Titteri, el que deixa suposar que la fortalesa de Titteri (Hisn Titari) era el punt central de la tribu. Tot i que tenia poques forces i els maghrawa Banu Bu-Saïd no li van donar suport, es va llençar temeràriament a la conquesta de Miliana però fou derrotat a Timzught, al nord-est d'aquesta ciutat, i fou capturat amb els seus fidels. Els Banu Hussayn van fugir de la plana i es van refugiar a les muntanyes Titteri i en aquesta fortalesa van oposar la darrera resistència (fet del que Ibn Khaldun fou testimoni). Mentre, Hamza i els seus companyes foren executats (inicis del 1372) i els seus cossos decapitats foren penjats a l'exterior de Miliana.
Fou el darrer membre dels Awlad Mandil.